# The Case of the Stuttering Pig
The Case of the Stuttering Pig és un curtmetratge de dibuixos animats de la sèrie Looney Tunes de Warner Bros., de 1937, dirigida per Frank Tashlin. El curt es va estrenar el 30 d'octubre de 1937 i és protagonitzat per Porky Pig i Petunia Pig.